# Amphiprion chagosensis
Amphiprion chagosensis là một loài cá hề thuộc chi Amphiprion trong họ Cá thia. Loài này được mô tả lần đầu tiên vào năm 1972.

## Từ nguyên
Từ định danh được đặt theo tên của nơi đầu tiên phát hiện ra loài cá này, quần đảo Chagos (hậu tố ensis trong tiếng Latinh dùng để chỉ nơi chốn).

## Phạm vi phân bố và môi trường sống
A. chagosensis là một loài đặc hữu của quần đảo Chagos (một phần của Lãnh thổ Ấn Độ Dương thuộc Anh). Ghi nhận về sự xuất hiện của loài này tại Socotra là chưa chắc chắn.
A. chagosensis thường sống gần các rạn san hô ngoài khơi ở độ sâu khoảng 10–25 m, nhưng đôi khi cũng được nhìn thấy trong những đầm phá gần bờ.
Loài hải quỳ mà A. chagosensis sống cộng sinh được ghi nhận là Entacmaea quadricolor, tuy nhiên những bức ảnh chụp tại Chagos cho thấy chúng còn sống cộng sinh cùng với Macrodactyla doreensis, Stichodactyla mertensii và Heteractis magnifica.

## Mô tả
A. chagosensis có chiều dài cơ thể tối đa được ghi nhận là 11 cm. Cơ thể của A. chagosensis có màu nâu nhạt đến nâu sẫm với 2 dải sọc trắng viền đen (một ở sau mắt và một ngay giữa thân). Ngoại trừ vây đuôi màu trắng nhạt, các vây còn lại có màu nâu hơi sẫm.
So với Amphiprion akindynos, loài một có hình thái gần giống với A. chagosensis nhất, A. chagosensis có vây lưng, vây hậu môn và vây bụng sáng màu hơn. Ngoài ra, mẫu vật của A. chagosensis có thể được phân biệt bởi sự khác biệt về số lượng vảy ở trước vây lưng.
Số gai ở vây lưng: 10–11; Số tia vây ở vây lưng: 15–17; Số gai ở vây hậu môn: 2; Số tia vây ở vây hậu môn: 13–14.

## Sinh thái học
Thức ăn của A. chagosensis có lẽ chủ yếu là động vật phù du và tảo.
Cũng như những loài cá hề khác, A. chagosensis là một loài lưỡng tính tiền nam (cá cái trưởng thành đều phải trải qua giai đoạn là cá đực) nên cá đực thường có kích thước nhỏ hơn cá cái. Một con cá cái sẽ sống thành nhóm cùng với một con đực lớn (đảm nhận chức năng sinh sản) và nhiều con non nhỏ hơn. Trứng được cá đực lớn bảo vệ và chăm sóc đến khi chúng nở.